# Ievgueni Txernixov
Ievgueni Txernixov (rus: Евгений Васильевич Чернышёв)  (Proletarsky, 22 de febrer de 1947) fou un jugador d'handbol rus que va competir sota bandera soviètica entre les dècades de 1970 i 1980.
El 1976 va prendre part en els Jocs Olímpics de Mont-real, on guanyà la medalla d'or en la competició d'handbol. Quatre anys més tard, als Jocs de Moscou, guanyà la medalla de plata en la mateixa competició. En el seu palmarès també destaca una medalla de plata al Campionat del Món d'handbol de 1978, i les lligues soviètiques de 1973, 1976 a 1980, 1982 i 1983.